# 裴子野

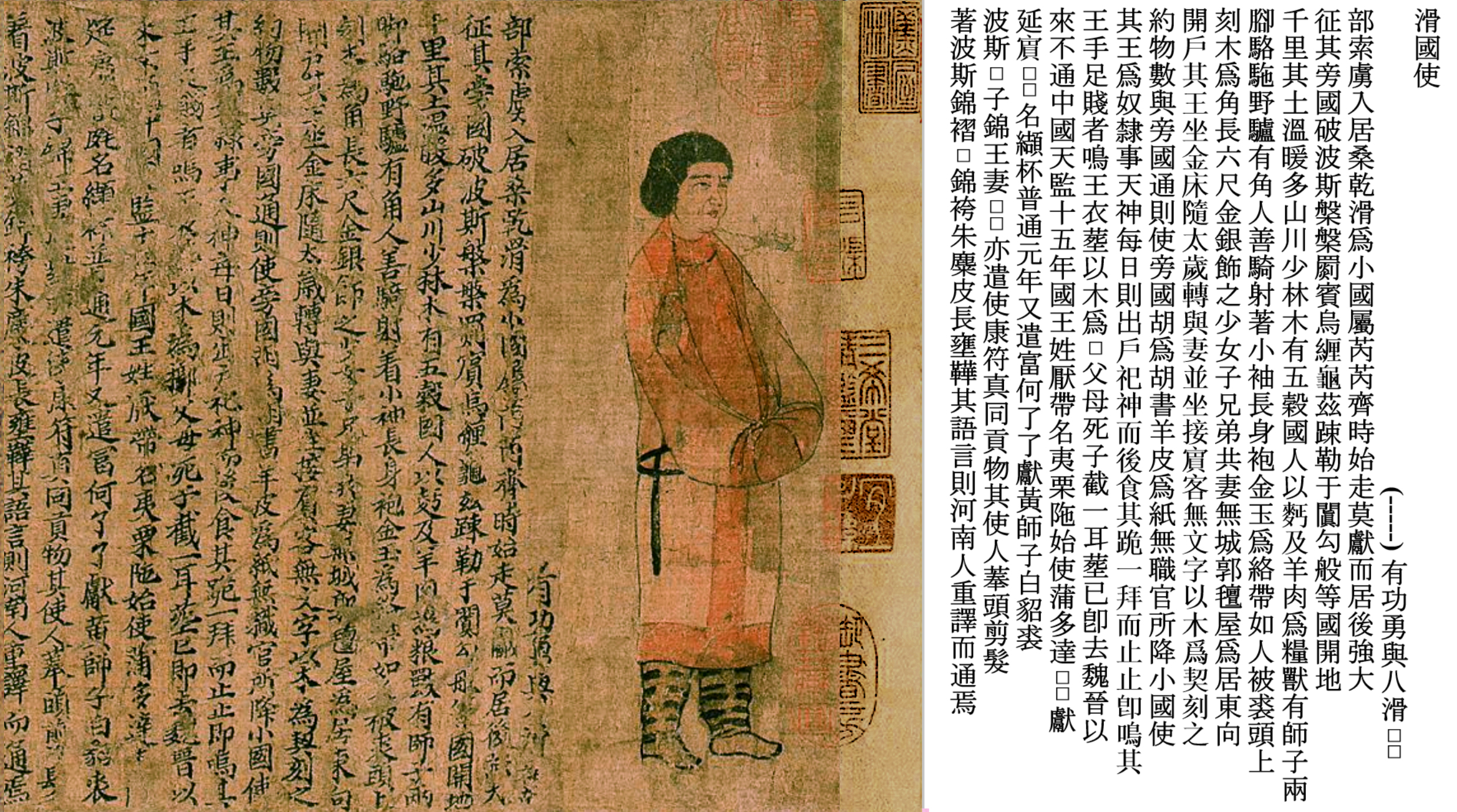

裴子野（469年—530年），字幾原，河东郡聞喜县（今山西省运城市闻喜县）人。裴康八世孙，裴松之的曾孫，裴骃之孙，裴昭明之子，与曾祖、祖父合称“史學三裴”。

## 生平
少時好學，任武陵王国左常侍，后为江夏王参军於南齊。

### 著史
當初，裴子野曾祖裴松之在劉宋時曾受詔續修何承天的《宋書》，未完成就逝世了。裴子野有志繼承祖業，完成修史重任，因此撰寫《宋略》。《宋略》初稿成於齊末中興二年（502年），定稿完於梁初天監三年（504年）。
他在《宋略．總論》中說：「子野生乎泰始（465-471年）之季，長於永明（483-493年）之年，家有舊書，聞見又接，是以不用浮淺。」兩晉南北朝私家修史甚眾，但沈約在齊代替官方修的《宋書》最為流行。裴子野觀沈約《書》後，認為其繁瑣，便刪繁存簡，「因宋之新史，為《宋略》二十卷。」，被人認為是「其敍事評論多善。」沈約見後感歎道：「吾弗逮也。」；當時的名士范縝讀後，說：「彌綸首尾，勒成一代，屬辭比事，有足觀者」。
當時人将《宋略》与班彪《王命论》、贾谊《过秦论》媲美，惜已失佚，僅部份文章錄於《資治通鑑》、《文苑英華》。裴子野為文敘事簡捷，明暢易懂，作品大多質樸無華。《梁書》稱“子野為文典而速，不尚麗靡之詞，其製作多法古，與今文體異”。《宋略》主要論述劉宋興亡，其議事論贊受到諸家的引用。司馬光在《資治通鑒》採用裴子野《論》十篇，如《論典簽專恣之害》、《論仕途唯門戶不問賢能之非》等，認同其論。
南齐中兴二年（502年），父裴昭明去世，裴子野辞官回乡，開始撰寫《宋略》。

### 南梁時期
梁代齊後，因范縝舉薦，復任尚书比部郎，仁威记室参军，后又任诸暨（今浙江诸暨）令。
大通元年（527年）轉鴻臚寺卿領步兵校尉，後卒於任上。《顏氏家訓》提到裴子野，說他“有疏親故屬，”凡“饑寒不能自濟者，皆收養之。家素清貧，時逢水旱，二石米為薄粥，僅得偏焉，躬自同之，常無厭色。”裴子野晚年與湘東王蕭繹（後來的梁元帝）友好，蕭繹豐沛的學問有部分得自於他。

## 延伸阅读
[在维基数据编辑]
 在维基文库阅读此作者作品
 《梁書·卷30》，出自姚思廉《梁書》
 《南史·卷33》，出自李延壽《南史》